# Aphanogmus picicornis
Aphanogmus picicornis är en stekelart som beskrevs av W. Foerster 1861. Aphanogmus picicornis ingår i släktet Aphanogmus och familjen pysslingsteklar. Inga underarter finns listade i Catalogue of Life.